# Swansea (Illinois)
Pour les articles homonymes, voir Swansea (homonymie).
Swansea est un village du comté de Saint Clair, dans l'Illinois. Sa population était de 10 579 habitants en 2000.

## Source
- (en) Cet article est partiellement ou en totalité issu de l’article de Wikipédia en anglais intitulé « Swansea, Illinois » (voir la liste des auteurs).